# Hersteld Hervormde Kerk (Poederoijen)

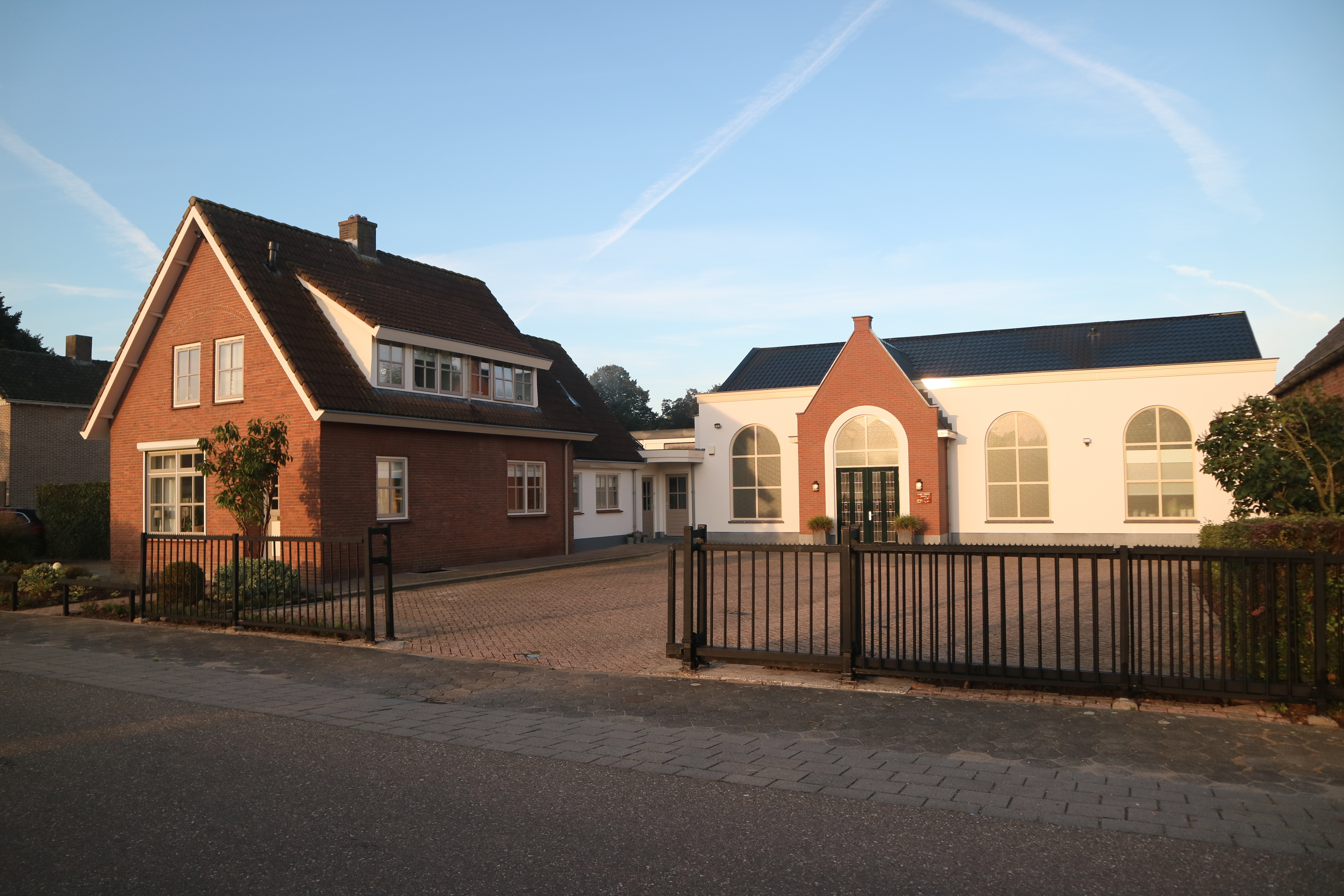
Kerk en pastorie (2021)

De Hersteld Hervormde Kerk is een kerkgebouw aan de Burgemeester Posweg 3 te Poederoijen in de Nederlandse provincie Gelderland.

## Geschiedenis
De Hersteld Hervormde gemeente te Poederoijen & Loevestein ontstond in 2004 vanwege de vorming van de Protestantse Kerk in Nederland. Een groot deel van de Hervormde gemeente wenste Hervormd te blijven. Nadat de Hervormde gemeente in de PKN gebruik ging maken van het oude kerkgebouw kerkte de Hersteld Hervormde gemeente in de christelijke gereformeerde kerk. In 2009 kwam een eigen kerkgebouw gereed, waartoe een voormalige garage ingrijpend werd omgebouwd. De rondbogige vensters en het naar voren springend ingangsportaal geven het gebouw nu de allure van een kerk. Er is plaats voor maximaal 210 personen en naast de kerkzaal zijn ook nevenruimtes aanwezig voor vergaderingen en andere activiteiten.
Naast het gebouw staat tevens de pastorie van de gemeente.

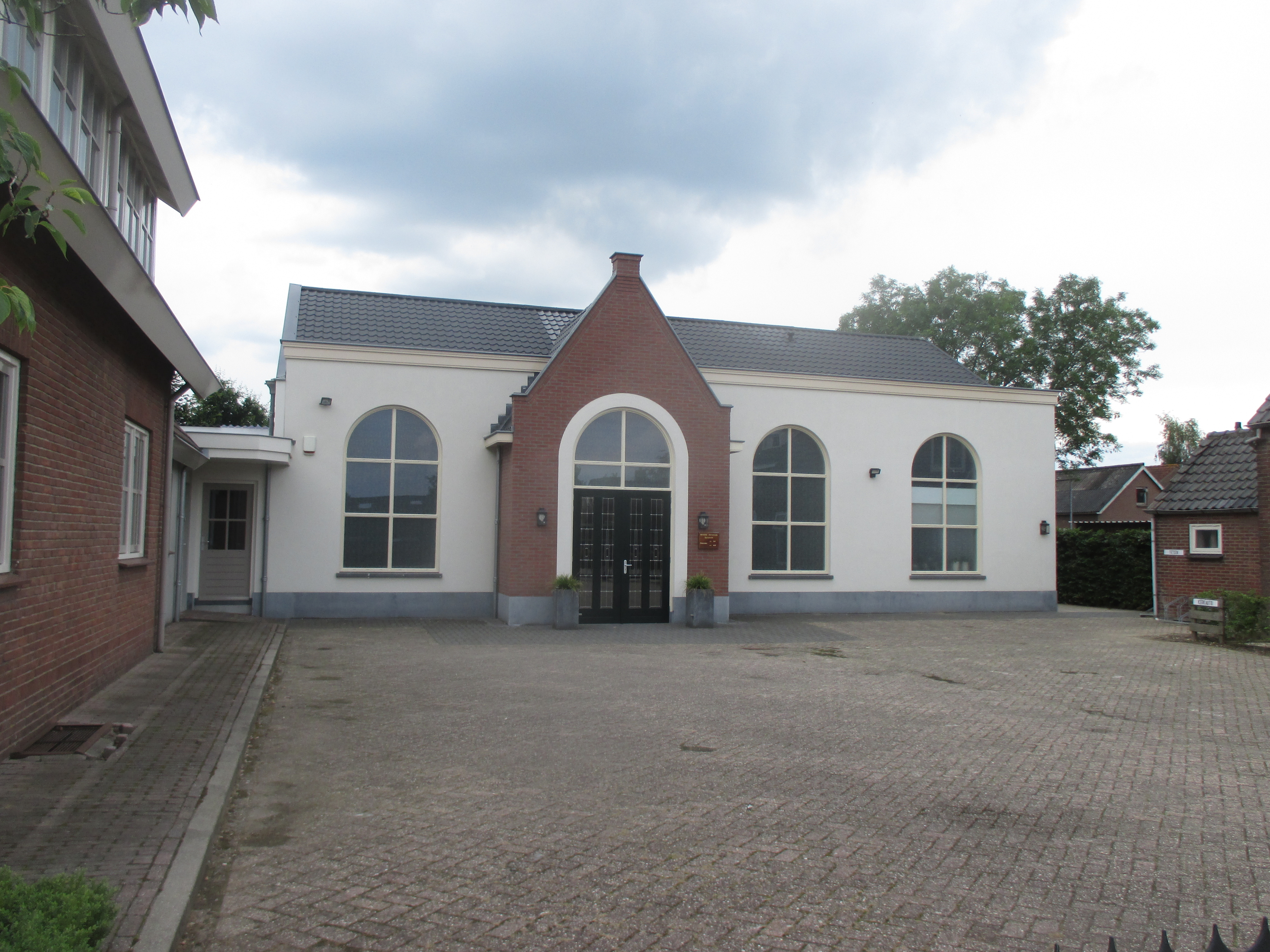
Aanzicht van het kerkgebouw.